# Luisa de Mecklemburgo-Strelitz
Luisa Augusta Guillermina Amalia de Mecklemburgo-Strelitz (en alemán: Luise Auguste Wilhelmine Amalie von Mecklenburg-Strelitz; Hannover, 10 de marzo de 1776-Hohenzieritz, 19 de julio de 1810) fue una reina de Prusia por su matrimonio con Federico Guillermo III. Fue madre del primer káiser Guillermo I y la zarina Carlota de Prusia.
Luisa era hija de Carlos II de Mecklemburgo-Strelitz, un duque alemán que prestaba servicio como mariscal de campo y que más tarde se convirtió en gobernador general del Electorado de Brunswick-Luneburgo. Tras las muertes de su madre y de su madrastra, Luisa, con sólo 6 años, y sus hermanos se fueron a vivir con el abuelo a Darmstadt, donde fueron educados de manera sencilla. Su boda con el heredero al trono prusiano en 1793 y la subida al trono como reina consorte, cuatro años después, la llevaron al centro de la corte real. La reina era popular y conocida por su belleza y encanto y se mantenía al tanto de los asuntos de Estado, lo que la llevó a formar poderosas alianzas con los ministros de su gobierno. Tuvo nueve hijos, entre ellos los futuros monarcas Federico Guillermo IV de Prusia y el primer emperador alemán Guillermo I.
Su legado se fortaleció tras su encuentro infame con Napoleón Bonaparte en Tilsit en 1807 con el objetivo de pedir la paz con Francia tras las desastrosas derrotas prusianas, objetivo que no se cumplió. Este encuentro hizo que Luisa fuese conocida como «el alma de la virtud nacional». Murió a los 34 años y su marido creó la orden de Luisa cuatro años más tarde como contrapunto de la Cruz de Hierro. En la década de 1920, las mujeres alemanas conservadoras crearon la Liga de la reina Luisa, y la propia reina fue usada por la propaganda nazi como ejemplo de mujer alemana ideal.

## Biografía

### Duquesa de Mecklemburgo-Strelitz (1776-1793)

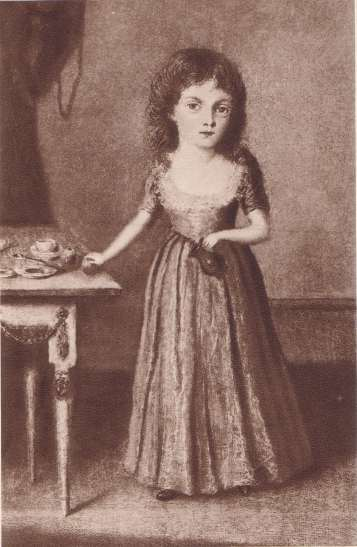
Luisa hacia 1780.

La duquesa Luisa Augusta Guillermina Amalia de Mecklemburgo-Strelitz nació el 10 de marzo de 1776 en una villa de un solo piso, en los alrededores de la capital del ducado de Hanóver. Era la cuarta niña y el sexto hijo del duque Carlos II de Mecklemburgo-Strelitz y su esposa, la landgravina Federica Carolina Luisa de Hesse-Darmstadt, nieta de Luis VIII de Hesse-Darmstadt. Su abuela materna la landgravina María Luisa de Hesse-Darmstadt y su prima por parte de padre, la princesa Augusta Sofía del Reino Unido, fueron sus madrinas y, de hecho, su segundo nombre se le puso en honor a la princesa.
Cuando Luisa nació, su padre aún no era gobernante de Mecklemburgo-Strelitz, ya que sucedería a su hermano como duque en 1794 y, en consecuencia, no nació en la corte, sino en una casa menos formal. Carlos era mariscal de campo de la brigada doméstica de Hannover y poco después del nacimiento de Luisa se convirtió en gobernador general del territorio por orden del rey Jorge III del Reino Unido. La familia se mudó más tarde a Leineschloss, la residencia de los reyes de Hannover, a pesar de que en verano seguían viviendo en Herrenhausen.
Luisa tenía una relación estrecha con su hermana Federica, que era dos años más joven, así como con su hermano Jorge. Luisa y sus hermanos eran cuidados por la gobernanta Fräulein von Wolzogen, una amiga de la madre. Cuando Luisa tenía 6 años, su madre murió mientras daba a luz, lo que marcó de forma permanente a la joven duquesa, y cuando se encontraba con niños huérfanos les daba dinero, ya que afirmaba que: «ellos, como yo, tampoco tienen madre.» Tras la muerte de la duquesa, la familia se mudó de Leineschloss a Herrenhausen, conocida como «el Versalles en miniatura». El padre de Luisa volvió a casarse dos años después con la hermana menor de su antigua esposa, Carlota, con la tuvo un hijo, Carlos. Luisa le cogió mucho cariño a su madrastra, pero ésta fallecería un año después de la boda. El duque quedó destrozado y decidió llevarse a sus hijos a Darmstadt para que estuvieran al cuidado de su suegra, María Luisa de Hesse-Darmstadt.

### Educación

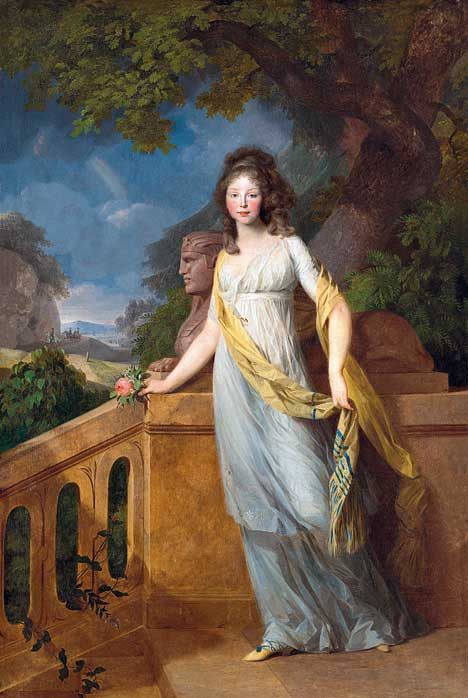
Luisa en 1796, con 20 años.

La abuela de Luisa prefirió educar a sus nietos de forma sencilla, de hecho, confeccionaban su propia ropa. Contrató a una gobernanta suiza, Madame Salomé de Gélieu, que enseñó francés a los niños, como era habitual con los niños de la aristocracia de la época. Su educación religiosa le fue impartida por un clérigo luterano. Además de las clases, Luisa aprendió el valor de la caridad y acompañaba a su gobernanta cuando esta visitaba las casas de pobres y necesitados. Luisa tuvo hasta problemas con su abuela debido a que destinaba a la caridad demasiado dinero. Desde que tenía diez años hasta su boda a los diecisiete, Luisa pasó la mayor parte del tiempo en compañía de su abuela y de la gobernanta. Cuando tenía solo nueve años, Luisa asistió a la lectura del primer acto de Don Carlos por el poeta Friedrich Schiller, algo que fomentó su amor por la literatura alemana, principalmente por las obras de Schiller. También se interesaba por la historia y la poesía y, además de Schiller, le gustaban Goethe, Paul, Herder, Shakespeare y las tragedias griegas. Las princesas recibieron asimismo clases de inglés, alemán, dibujo, pintura y piano.
En 1793, María Luisa llevó a sus dos nietas más jóvenes a Fráncfort a dar el pésame a su sobrino, el rey Federico Guillermo II de Prusia. Luisa era ya una joven bella con «grandes ojos azules» y graciosa por naturaleza. El tío de Luisa, el duque de Mecklemburgo, tenía la esperanza de fortalecer los lazos entre su casa real y la de Prusia. Por ello, en una noche planeada cuidadosamente por el duque, Luisa conoció al príncipe heredero de Prusia, Federico Guillermo. Este tenía veintitrés años, frente a los diecisiete de ella, y era serio y religioso. Luisa lo impresionó tanto que este decidió en ese mismo momento que quería casarse con ella. Mientras, la hermana de Luisa, Federica, captó la atención del hermano menor de Federico, el príncipe Luis Carlos, y las dos familias comenzaron a plantear un compromiso doble que se formalizaría un mes después, el 24 de abril de 1793 en Darmstadt. Federico y Luisa se casaron el 24 de diciembre de ese mismo año y su hermana Federica contrajo matrimonio dos días después.

### Princesa heredera de Prusia

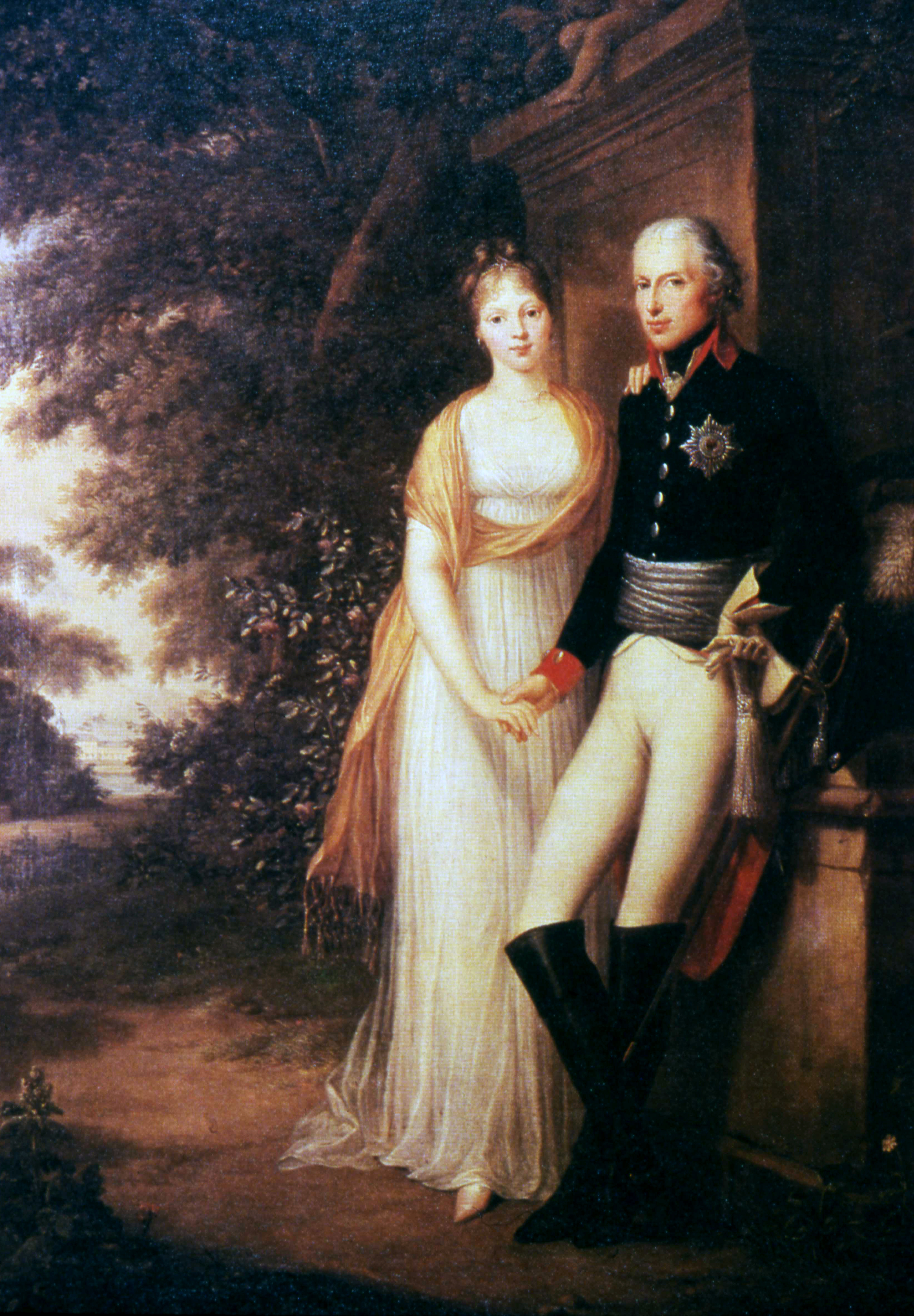
Luisa con su marido Federico un año después de la boda.

La llegada de Luisa a Berlín, la capital prusiana, provocó una enorme sensación y ella fue recibida por una gran recepción por parte de los ciudadanos de la capital. Cuando rompió el protocolo para coger a un niño y besarlo, el escritor prusiano Friedrich de la Motte Fouqué escribió que: «la llegada de la angelical princesa esparce un esplendor noble en estos días. Todos los corazones salen para conocerla y su gracia y bondad no dejan a nadie indiferente.» Otro escribió que «cuanto más se conoce a la princesa, más cautivo queda de su nobleza interior y de la bondad angelical de su corazón».
El suegro de Luisa, el rey Federico Guillermo II, regaló el palacio de Charlottenburg a la pareja, pero el príncipe heredero y su esposa prefirieron vivir en el palacio de Paretz, en los alrededores de Potsdam, donde Luisa se ocupaba por la mañana de los quehaceres de la casa. Paretz se encontraba lejos del bullicio de la corte y la pareja prefería vivir en el «abrigo natural» de la vida en el campo. Eran muy felices, él la llamaba «princesa de las princesas» y le regaló un palacio en Oranienburg.
La princesa heredera veía como su deber apoyar a su marido en todas sus decisiones. También les gustaba leer juntos a Shakespeare y a Goethe. Luisa pronto se quedó encinta y dio a luz, para su desgracia, a un bebé que murió el 1 de octubre de 1794. Sin embargo, poco después, nacieron nueve hijos saludables con escasa diferencia de edad entre ellos, a pesar de que dos de ellos murieron durante la infancia: Federico Guillermo (1795), Guillermo (1797), Carlota (1798), Federica (1799), Carlos (1801), Alejandrina (1803), Fernando (1804), Luisa (1808) y Alberto (1809).
El espíritu caritativo de Luisa nunca desapareció. En el primer aniversario de bodas, cuando el rey Federico Guillermo II le preguntó a su nuera que qué quería de regalo, esta le respondió que quería dinero para distribuir por la ciudad y compartir su alegría con el pueblo. El rey le sonrió y le dio una gran cantidad de dinero.

### Reina consorte de Prusia

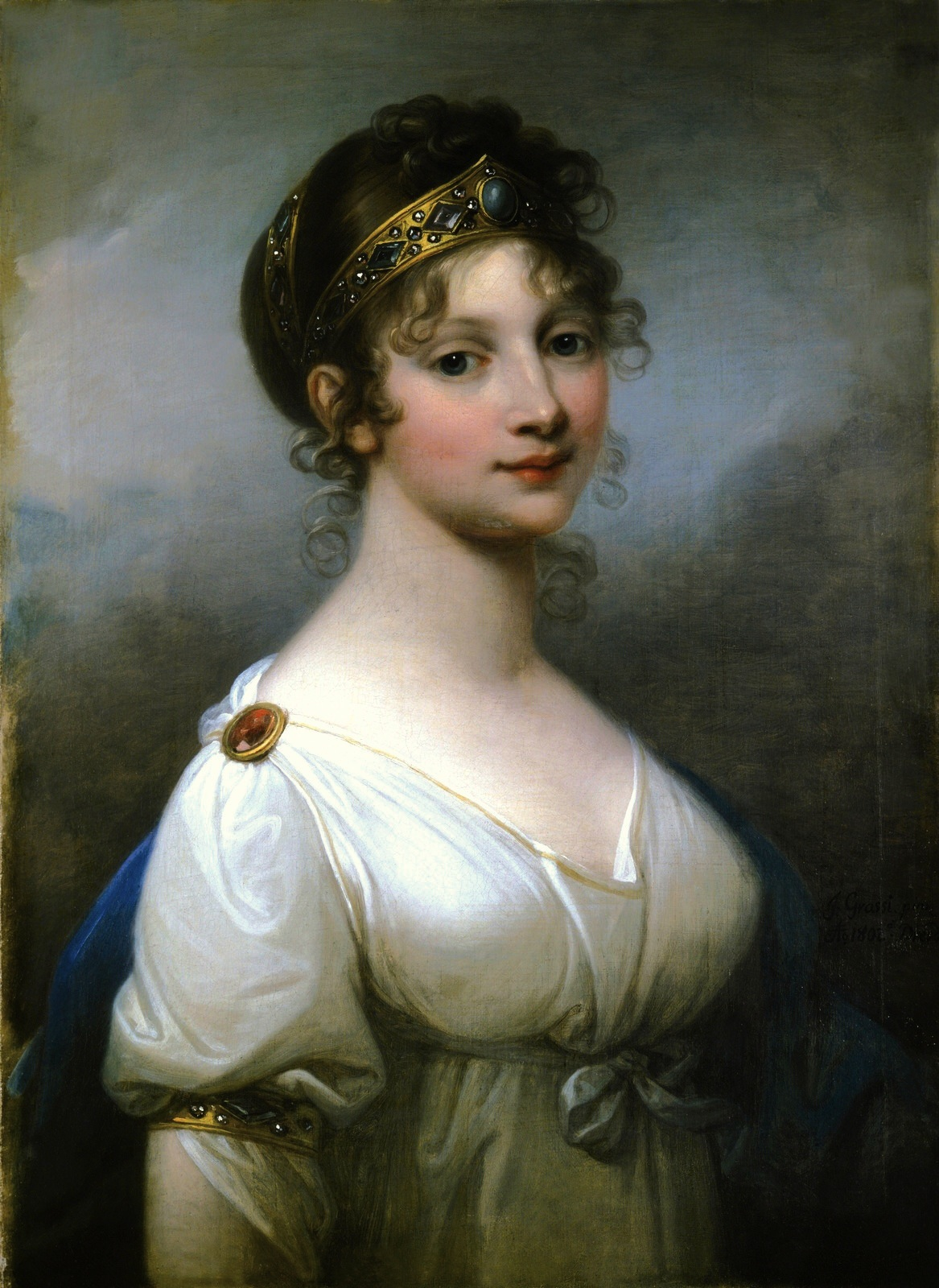
Luisa, reina de Prusia.

El 16 de noviembre de 1797, su marido se convirtió en rey de Prusia tras la muerte de su padre. Luisa le escribió a su abuela: «Ahora soy reina y lo que más me alegra es la esperanza de, a partir de ahora, no tener que escoger las obras de caridad con tanto cuidado». La pareja tuvo que abandonar la soledad del palacio de Paletz y comenzó a vivir en el corazón de la corte real. Empezaron a viajar por las provincias orientales del país con dos objetivos: el rey quería conocer mejor a sus nuevos súbditos y, al mismo tiempo, que sus súbditos conocieran a su reina. Por primera vez en la historia de Prusia, la reina aparecía como una figura con derecho propio y que ejercía un papel mucho más importante que el de las antiguas reinas. La presencia de Luisa en el viaje oriental del marido fue una innovación en el papel tradicional del consorte. Además, el poder y legado de la reina no provenían de tener una corte separada de la del marido, al contrario: ella siempre subordinó su inteligencia y destreza en favor del éxito del marido.
Tras la llegada al trono del marido, Luisa estrechó muchos lazos con ministros con experiencia y se volvió una figura poderosa en el gobierno, ya que inspiraba respeto y afecto. La reina se saltaba muchas veces el protocolo para estar informada de los asuntos de la corte y, desde el principio del reinado, el nuevo rey le consultaba sobre asuntos de Estado. Federico Guillermo era indeciso y cuidadoso; en 1798 afirmó que: «Odio la guerra y (...) no conozco nada mejor en el mundo que la preservación de la paz y la tranquilidad como el único sistema para la felicidad de la especie humana». Este siguió la política exterior de su fallecido padre e hizo lo posible para permanecer neutral durante los primeros años con la Francia revolucionaria que empezó a expandirse, sobre todo durante las invasiones napoleónicas (1803-15); se mantuvo firme ante las presiones de varios países para alinearse en un bando en la Segunda Coalición. Luisa lo apoyaba, pero afirmaba que, de pertenecer a un bando, Prusia debería alinearse con Austria, Gran Bretaña y Rusia. Previó que Prusia era, con diferencia, el país más débil de la coalición y que nunca saldría beneficiada con esa alianza. Los ataques franceses hicieron que el rey considerara la opción de entrar en guerra, pero su indecisión le impidió escoger un bando. Consultó a Luisa y a varios ministros e incluso se sintió atraído por una alianza con Napoleón, que había vencido recientemente en la batalla de Austerlitz (1805).
El barón vom Stein, un miembro del gobierno, que odiaba la antigua neutralidad del país, intentó reformar la organización del gobierno y llevarlo desde un nepotismo basado en favores hacia un gobierno ministerial responsable. Preparó un documento para el rey donde detallaba con un lenguaje fuerte qué reformas administrativas eran necesarias, como el establecimiento de áreas de responsabilidad más claras entre los ministros. Sin embargo, este documento nunca llegó hasta el rey, puesto que el barón se lo entregó primero al general Ernst von Rüchel, quien a su vez se lo pasó a la reina en la primavera de 1806. A pesar de que Luisa estaba de acuerdo con su contenido, encontró que estaba escrito de una forma «demasiado violenta» para el agrado del rey y, en consecuencia, ayudó a esconderlo.

### Guerra con Francia

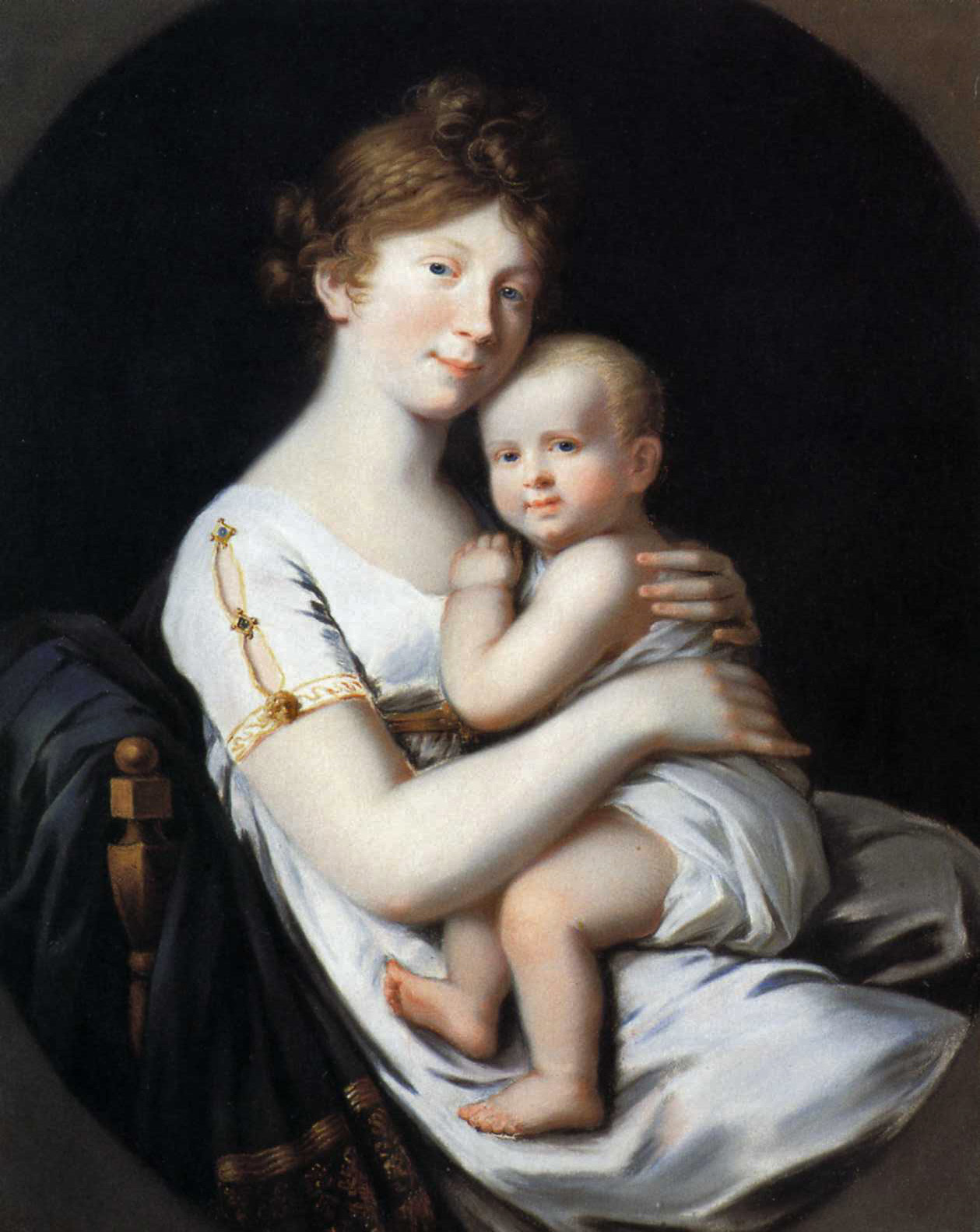
Luisa con su hijo Federico Guillermo.

Entre los consejeros del rey, los miembros de su familia como la reina (que apoyaba la guerra abierta) y el príncipe Luis Fernando de Prusia lideraban la facción militarista a favor de una guerra contra Francia; aquellos que estaban en contra de la neutralidad, pero a favor de una reforma, estaban acaudillados por el barón Karl vom Stein y por Karl August von Hardenberg. Conociendo el temperamento del rey, Hardenberg pidió una reforma directamente a la reina, ya que el rey veía en las exigencias de consejeros de confianza una especie de «motín» semejante al de la Fronda.
A pesar de que Prusia estaba en paz desde 1795, sus líderes militares estaban confiados en que vencerían a las tropas napoleónicas. Tras un pequeño incidente con un panfleto antifrancés, el rey Federico Guillermo fue finalmente presionado por su esposa y su familia para que acabase con la precaria paz y entrase en guerra contra el emperador francés. Las tropas prusianas comenzaron a movilizarse y esto culminaría con la derrota desastrosa de Prusia en Jena, en la que perdió la mayor parte de su ejército. El rey y la reina acompañaron a las tropas a la batalla, pero tuvieron que huir ante el avance de las tropas francesas.

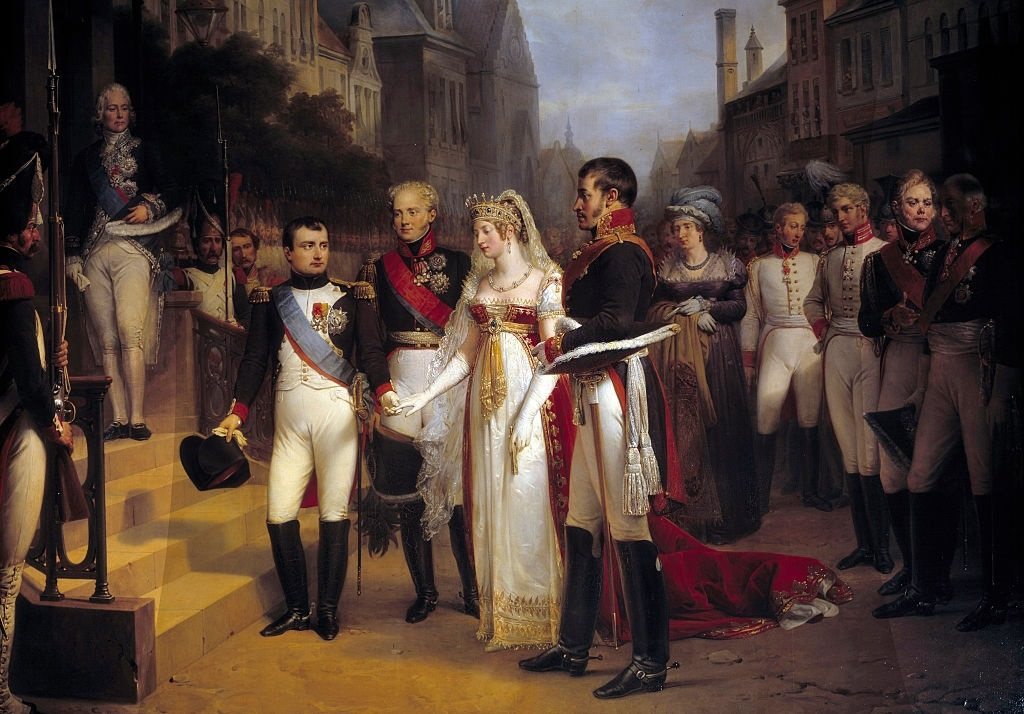
El encuentro entre Luisa y Napoleón.

El propio Napoleón ocupó Berlín y obligó al rey, a la reina y al resto de la familia a huir, a pesar de la enfermedad de Luisa, en el momento más crudo del invierno a Königsberg en la parte más oriental del reino. En ese viaje no había ni comida ni agua limpia.
Tras varios acontecimientos, Napoleón exigió desde una posición privilegiada la paz, la que sería la paz de Tilsit en 1807. En mitad de estas negociaciones, el emperador aceptó preservar la mitad de Prusia intacta. A los hombres que negociaban la paz se unió la reina Luisa; Federico Guillermo había enviado a su esposa embarazada para implorar mejores condiciones para Prusia. Luisa avisó al marido: «por el amor de Dios, que no haya una paz vergonzosa... [Prusia] debería por lo menos caer con honra.» Como el rey creía que la presencia de su esposa haría que Napoleón se ablandase, Luisa aceptó con reticencias reunirse con el emperador en Tilsit, pero solo para salvar «a su Prusia.» Napoleón había intentado destruir la imagen de Luisa, ya que lanzó rumores sobre sus posibles infidelidades, pero incluso así la reina se reunió con él y utilizó su belleza y su encanto para convencerlo para que firmara unos términos de paz más favorables. Anteriormente, Luisa había apodado a Napoleón «el monstruo», pero aun así pidió hablar con él en privado y entonces se tiró a sus pies; a pesar de que se quedó impresionado con su determinación, Napoleón se negó a hacer concesiones y le escribió a su esposa, la emperatriz Josefina, que Luisa: «es realmente encantadora y muy atenta conmigo, pero no te pongas celosa (...) me saldría muy caro interpretar el papel de galán.» De todas formas, los intentos de Napoleón por destruir la reputación de Luisa fallaron y lo único que consiguió fue que la quisieran más. Los esfuerzos de la reina por proteger a su país de las agresiones francesas fueron muy admirados por las siguientes generaciones.

### Últimos años

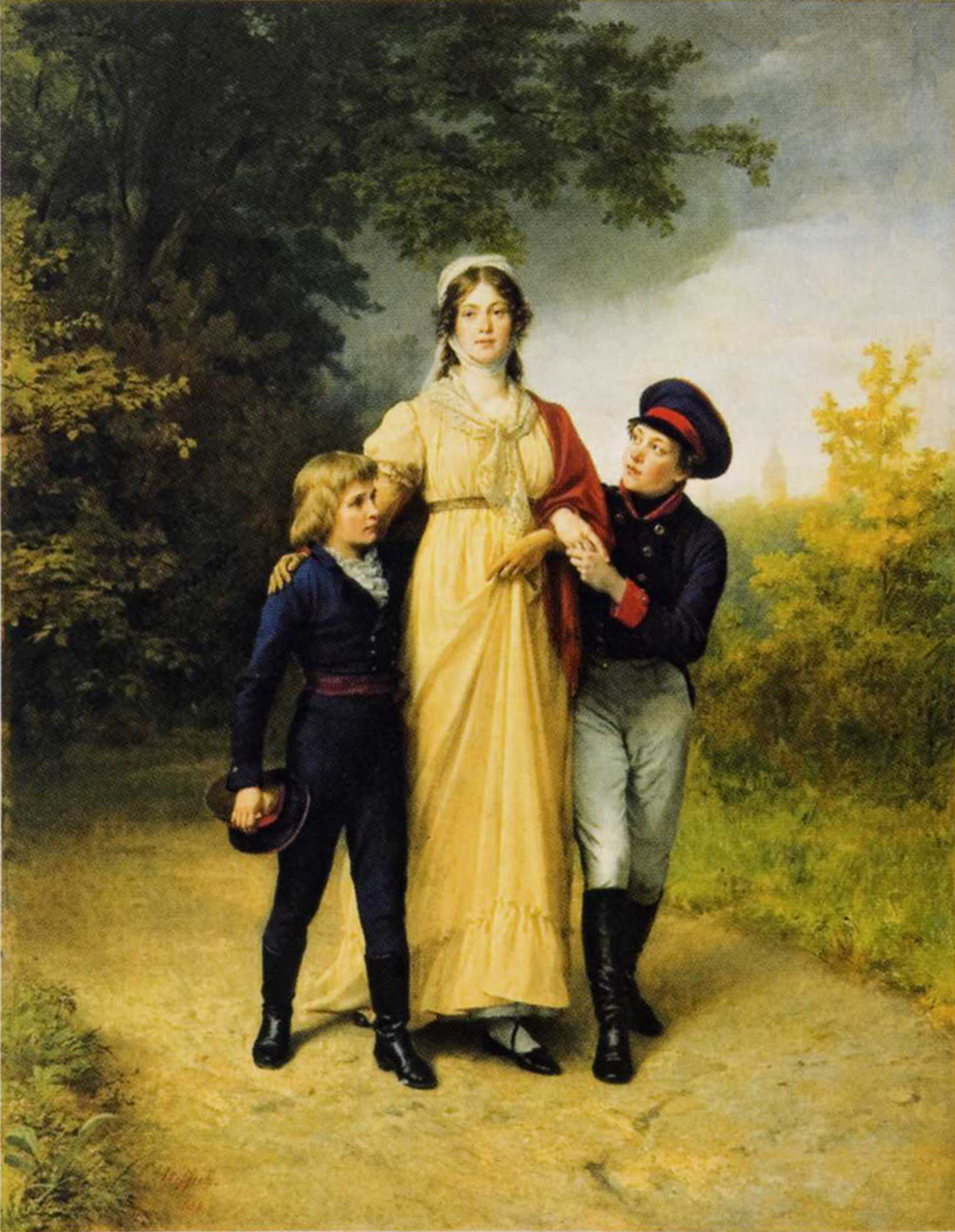
Luisa con sus hijos Federico Guillermo y Guillermo.

Se le impusieron duros sacrificios a Prusia, incluyendo una indemnización de varios millones de francos. Luisa, que era un símbolo de la antigua grandeza y orgulloso prusiano, lo pasó muy mal durante la ocupación francesa, principalmente debido a los frecuentes insultos por parte de Napoleón, que la llamó «el único hombre serio de Prusia». La reina reconocía que su país dependía de ella para el apoyo moral y por eso consiguió recuperar su antiguo optimismo y estuvo preparando a su hijo mayor para su futuro papel de rey. En los años siguientes, Luisa apoyó los esfuerzos de reforma gubernamental llevados a cabo por Stein y Hardenberg, así como los de Gerhard von Scharnhorst y August Neidhardt von Gneisenau para reorganizar el ejército. Tras el desastre de Tilsit, Luisa fue importante para el regreso del barón von Stein (que el rey había alejado) y le dijo a Federico Guillermo que Stein «es mi última esperanza. Tiene un gran corazón, una mente abierta, quizá sepa los remedios que desconocemos».
En 1808 aún se consideraba peligroso volver a Berlín, por lo que la familia real pasó el verano cerca de Königsberg; Luisa creía que las dificultades por las que estaban pasando sus hijos en su infancia les haría bien: «si hubiesen sido criados con lujo y prosperidad, podrían pensar que iban a vivir siempre». En invierno de 1808, el zar Alejandro I invitó a los reyes a visitar San Petersburgo, donde se alojaron en habitaciones suntuosas. Cuando se acercaba el nacimiento de su hijo pequeño, en 1809, Luisa le escribió a su padre: «por suerte (...) las calamidades no afectaron ni a nuestro matrimonio ni a la vida en familia, sino que fortalecieron nuestras relaciones».
Luisa estuvo enferma durante casi todo el año, pero regresó con el rey a Berlín cerca del final de sus días y tras una ausencia de tres años. La reina llegó en un carruaje acompañada de sus dos hijas: Carlota y Alejandrina y su hijo Carlos y fue recibida por su padre en el palacio de Charlottenburg. El palacio había sido saqueado por Napoleón y sus comandantes que se llevaron cuadros, estatuas, manuscritos y antigüedades. A su vuelta encontró una Prusia muy diferente a la que había dejado. Un clérigo apuntó que «nuestra querida reina está lejos de ser feliz, pero su seriedad tiene una serenidad silenciosa (...) sus ojos han perdido el antiguo brillo y se ve que han llorado mucho y aún lloran».
El 19 de julio de 1810, mientras visitaba a su padre en Strelitz, la reina murió en los brazos del marido debido a una enfermedad no identificada Los súbditos de la reina señalaron la ocupación francesa como causa de la muerte prematura de Luisa. La muerte de Luisa dejó a su marido solo en un periodo difícil, dado que las invasiones napoleónicas y las necesidades de reforma continuaban. Napoleón dijo al respecto que el rey «había perdido a su mejor ministro».
Luisa fue enterrada en el jardín del palacio de Charlottenburg, donde se construyó un mausoleo con una estatua de Christian Daniel Rauch sobre su placa. Federico Guillermo no se volvió a casar hasta 1824, cuando contrajo matrimonio morganático con su amante Augusta von Harrach diciendo que «la compañía y simpatía femeninas se volvieron indispensables para mí, por eso me debo volver a casar». Tras su muerte el 7 de junio de 1840, Federico Guillermo fue enterrado a su lado.

## Legado

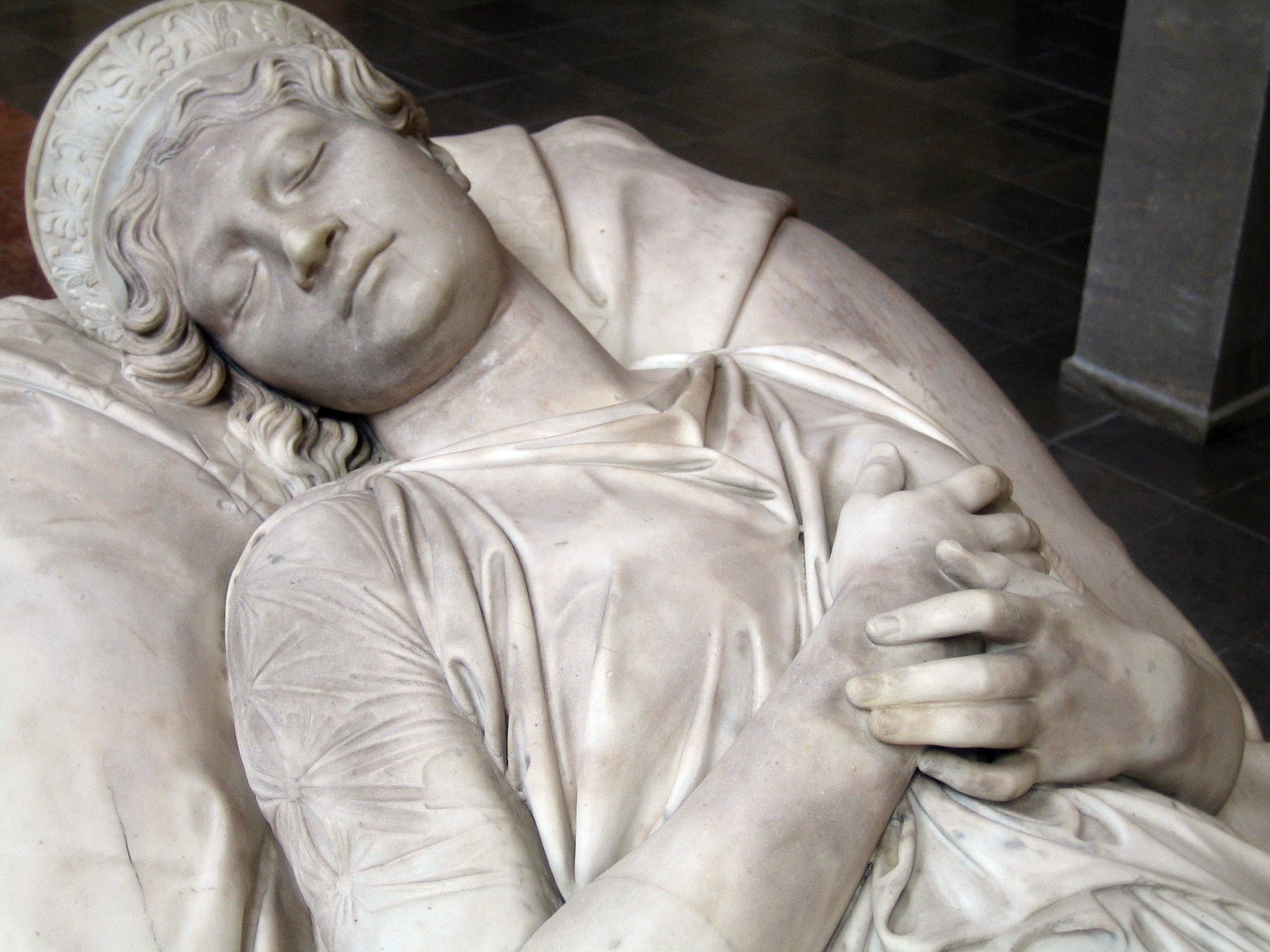
Tumba de la reina Luisa.

La reina Luisa era considerada el «alma de la virtud nacional» por sus súbditos, y algunos historiadores la describen como «el nacionalismo prusiano personificado». Según Christopher Clark, Luisa era «una celebridad femenina que, a los ojos del público, combinaba virtud, modestia y la gracia de un soberano con gentileza y sensualidad y cuya muerte precoz en 1810, a los treinta y cuatro años, preservó su juventud para la posteridad». Su reputación de báculo del rey, amada y respetada por su marido se volvió esencial para su legado. El culto que con el tiempo se gestó alrededor de su figura se asoció con los atributos femeninos «ideales»: belleza, dulzura y virtudes de madre y esposa.
En el aniversario de su nacimiento, en 1814, Federico Guillermo, el rey viudo, creó la orden de Luisa o Luisenorden, una condecoración complementaria a la cruz de Hierro. Esta sería otorgada originalmente a aquellas mujeres que hubieran contribuido significativamente en los esfuerzos de guerra contra Napoleón, aunque después se concedería a miembros de la casa Hohenzollern que no tenían ninguna relación con el planteamiento original, como su nieta Victoria o su bisnieta, la princesa Sofía, reina de Grecia. En 1880 se inauguró una estatua de Luisa en Tiergarten, en Berlín.
Luisa inspiró la creación de la organización de mujeres conservadoras alemanas, conocida como Königin-Luise-Bund y frecuentemente llamada Luisenbund (Liga de la reina Luisa), en la que su figura alcanzó un estatus de culto. El principal objetivo del grupo era promover el patriotismo entre las mujeres alemanas y enfatizaba en valores como la familia y la moral alemana. La Luisenbund estuvo activa durante la República de Weimar y los primeros años del Tercer Reich. A pesar de haber apoyado abiertamente el movimiento nacionalista alemán desde su creación y a lo largo de toda la campaña de propaganda hasta la elección de Hitler en 1933, la liga de la reina Luisa acabó siendo clausurada por el partido nazi en 1934 por considerarla una organización hostil.
Luisa y la emperatriz María Teresa de Austria fueron las dos únicas mujeres utilizadas por la propaganda nazi, ya que el régimen consideraba a Luisa la «personificación de las cualidades femeninas», que el gobierno intentaba integrar en las escuelas alemanas. Mientras la resistencia y la provocación de Luisa a las invasiones napoleónicas fueron vistas como el «despertar del espíritu prusiano», su marido era considerado una «vergüenza patética», puesto que prefirió vivir en paz antes que vengarse de Napoleón.

## Hijos

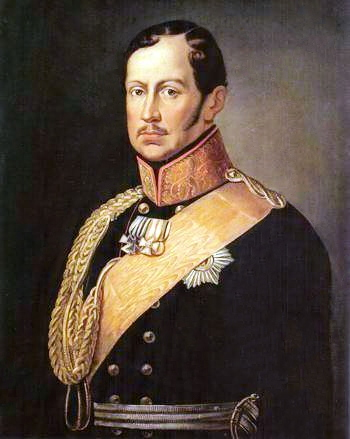
Federico Guillermo III de Prusia, esposo de Luisa de Mecklemburgo-Strelitz.

Luisa de Mecklemburgo-Strelitz contrajo matrimonio con Federico Guillermo III de Prusia con quien tuvo los siguientes hijos: 
- El rey Federico Guillermo IV de Prusia, nacido en Berlín en 1795 y muerto en 1861 en Potsdam. Se casó con la princesa Isabel Luisa de Baviera, que fue reina consorte de Prusia.
- El rey Guillermo I de Prusia, nacido en Berlín en 1797 y muerto en la misma ciudad en 1888. Se casó con la princesa Augusta de Sajonia-Weimar-Eisenach.
- La princesa Carlota de Prusia, nacida en Berlín en 1798 y muerta en 1860 en San Petersburgo. Se casó con el zar Nicolás I de Rusia.
- La princesa Federica de Prusia, nacida en Potsdam en 1799 y muerta en 1800 en Berlín.
- El príncipe Carlos de Prusia, nacido en Berlín en 1801 y muerto en la misma ciudad en 1883. Se casó con la princesa María de Sajonia-Weimar-Eisenach.
- La princesa Alejandrina de Prusia, nacida en Berlín en 1803 y muerta en 1892 en Schwerin. Se casó con el gran duque Pablo Federico de Mecklemburgo-Schwerin.
- El príncipe Fernando de Prusia, nacido en Berlín en 1804 y muerto en la misma ciudad en 1806.
- La princesa Luisa Augusta de Prusia, nacida en 1808 en Königsberg (actualmente Kaliningrado) y muerta en Wassenar en 1870. Se casó con el príncipe Federico de los Países Bajos.
- El príncipe Alberto de Prusia, nacido en 1809 en Königsberg (Kaliningrado) y muerto en Berlín en 1872. Se casó con la princesa Mariana de los Países Bajos y en segundas nupcias con la princesa Rosalía von Rauch.

## Títulos y tratamientos
Esta tabla aún no está actualizada. Puedes contribuir aportando información sobre títulos y tratamientos de esta persona.

## Distinciones honoríficas
- Dama de la Orden de Luisa [fundada en su honor] (Reino de Prusia, 03/08/1814).

## Ancestros
| \| \| \| \| \| \| \| \| \| \| \| \| \| \| \| \| \| \| \| \| 16. Duque Adolfo Federico I de Mecklemburgo-Schwerin \| \| \| \| \| \| \| \| \| \| \| \| \| \| \| \| \| \| \| \| \| \| \| \| \| \| \| \| \| \| \| \| \| \| \| \| \| \| \| \| \| \| \| \| \| \| \| \| \| \| \| \| \| \| 8. Duque Adolfo Federico II de Mecklemburgo-Strelitz \| \| \| \| \| \| \| \| \| \| \| \| \| \| \| \| \| \| \| \| \| \| \| \| \| \| \| \| \| \| \| \| \| \| \| \| \| \| \| \| \| \| \| \| \| \| \| \| \| \| \| \| \| \| 17. Duquesa María Catalina de Brunswick-Dannenberg \| \| \| \| \| \| \| \| \| \| \| \| \| \| \| \| \| \| \| \| \| \| \| \| \| \| \| \| \| \| \| \| \| \| \| \| \| \| \| \| \| \| \| \| \| \| \| \| \| \| \| \| \| \| 4. Duque Carlos Luis Federico de Mecklemburgo, Príncipe de Mirow \| \| \| \| \| \| \| \| \| \| \| \| \| \| \| \| \| \| \| \| \| \| \| \| \| \| \| \| \| \| \| \| \| \| \| \| \| \| \| \| \| \| \| \| \| \| \| \| \| \| \| \| \| \| 18. Príncipe Cristián Guillermo I de Schwarzburgo-Sondershausen \| \| \| \| \| \| \| \| \| \| \| \| \| \| \| \| \| \| \| \| \| \| \| \| \| \| \| \| \| \| \| \| \| \| \| \| \| \| \| \| \| \| \| \| \| \| \| \| \| \| \| \| \| \| 9. Princesa Cristina Emilia de Schwarzburg-Sondershausen \| \| \| \| \| \| \| \| \| \| \| \| \| \| \| \| \| \| \| \| \| \| \| \| \| \| \| \| \| \| \| \| \| \| \| \| \| \| \| \| \| \| \| \| \| \| \| \| \| \| \| \| \| \| 19. Condesa Antonia Sibila de Barby-Muhlingen \| \| \| \| \| \| \| \| \| \| \| \| \| \| \| \| \| \| \| \| \| \| \| \| \| \| \| \| \| \| \| \| \| \| \| \| \| \| \| \| \| \| \| \| \| \| \| \| \| \| \| \| \| \| 2. Gran Duque Carlos II de Mecklemburgo-Strelitz \| \| \| \| \| \| \| \| \| \| \| \| \| \| \| \| \| \| \| \| \| \| \| \| \| \| \| \| \| \| \| \| \| \| \| \| \| \| \| \| \| \| \| \| \| \| \| \| \| \| \| \| \| \| 20. Duque Ernesto de Sajonia-Hildburghausen \| \| \| \| \| \| \| \| \| \| \| \| \| \| \| \| \| \| \| \| \| \| \| \| \| \| \| \| \| \| \| \| \| \| \| \| \| \| \| \| \| \| \| \| \| \| \| \| \| \| \| \| \| \| 10. Duque Ernesto Federico I de Sajonia-Hildburghausen \| \| \| \| \| \| \| \| \| \| \| \| \| \| \| \| \| \| \| \| \| \| \| \| \| \| \| \| \| \| \| \| \| \| \| \| \| \| \| \| \| \| \| \| \| \| \| \| \| \| \| \| \| \| 21. Condesa Sofía Enriqueta de Waldeck \| \| \| \| \| \| \| \| \| \| \| \| \| \| \| \| \| \| \| \| \| \| \| \| \| \| \| \| \| \| \| \| \| \| \| \| \| \| \| \| \| \| \| \| \| \| \| \| \| \| \| \| \| \| 5. Princesa Isabel Albertina de Sajonia-Hildburghausen \| \| \| \| \| \| \| \| \| \| \| \| \| \| \| \| \| \| \| \| \| \| \| \| \| \| \| \| \| \| \| \| \| \| \| \| \| \| \| \| \| \| \| \| \| \| \| \| \| \| \| \| \| \| 22. Conde Jorge Luis I de Erbach-Erbach \| \| \| \| \| \| \| \| \| \| \| \| \| \| \| \| \| \| \| \| \| \| \| \| \| \| \| \| \| \| \| \| \| \| \| \| \| \| \| \| \| \| \| \| \| \| \| \| \| \| \| \| \| \| 11. Condesa Sofía Albertina de Erbach-Erbach \| \| \| \| \| \| \| \| \| \| \| \| \| \| \| \| \| \| \| \| \| \| \| \| \| \| \| \| \| \| \| \| \| \| \| \| \| \| \| \| \| \| \| \| \| \| \| \| \| \| \| \| \| \| 23. Condesa Amalia Catalina de Waldeck \| \| \| \| \| \| \| \| \| \| \| \| \| \| \| \| \| \| \| \| \| \| \| \| \| \| \| \| \| \| \| \| \| \| \| \| \| \| \| \| \| \| \| \| \| \| \| \| \| \| \| \| \| \| 1. Luisa de Mecklemburgo-Strelitz \| \| \| \| \| \| \| \| \| \| \| \| \| \| \| \| \| \| \| \| \| \| \| \| \| \| \| \| \| \| \| \| \| \| \| \| \| \| \| \| \| \| \| \| \| \| \| \| \| \| \| \| \| \| 24. Landgrave Ernesto Luis de Hesse-Darmstadt \| \| \| \| \| \| \| \| \| \| \| \| \| \| \| \| \| \| \| \| \| \| \| \| \| \| \| \| \| \| \| \| \| \| \| \| \| \| \| \| \| \| \| \| \| \| \| \| \| \| \| \| \| \| 12. Landgrave Luis VIII de Hesse-Darmstadt \| \| \| \| \| \| \| \| \| \| \| \| \| \| \| \| \| \| \| \| \| \| \| \| \| \| \| \| \| \| \| \| \| \| \| \| \| \| \| \| \| \| \| \| \| \| \| \| \| \| \| \| \| \| 25. Margravina Dorotea Carlota de Brandeburgo-Ansbach \| \| \| \| \| \| \| \| \| \| \| \| \| \| \| \| \| \| \| \| \| \| \| \| \| \| \| \| \| \| \| \| \| \| \| \| \| \| \| \| \| \| \| \| \| \| \| \| \| \| \| \| \| \| 6. Landgrave Jorge Guillermo de Hesse-Darmstadt \| \| \| \| \| \| \| \| \| \| \| \| \| \| \| \| \| \| \| \| \| \| \| \| \| \| \| \| \| \| \| \| \| \| \| \| \| \| \| \| \| \| \| \| \| \| \| \| \| \| \| \| \| \| 26. Conde Juan Reinardo III de Hanau-Lichtenberg \| \| \| \| \| \| \| \| \| \| \| \| \| \| \| \| \| \| \| \| \| \| \| \| \| \| \| \| \| \| \| \| \| \| \| \| \| \| \| \| \| \| \| \| \| \| \| \| \| \| \| \| \| \| 13. Condesa Carlota de Hanau-Lichtenberg \| \| \| \| \| \| \| \| \| \| \| \| \| \| \| \| \| \| \| \| \| \| \| \| \| \| \| \| \| \| \| \| \| \| \| \| \| \| \| \| \| \| \| \| \| \| \| \| \| \| \| \| \| \| 27. Margravina Dorotea Federica de Brandeburgo-Ansbach \| \| \| \| \| \| \| \| \| \| \| \| \| \| \| \| \| \| \| \| \| \| \| \| \| \| \| \| \| \| \| \| \| \| \| \| \| \| \| \| \| \| \| \| \| \| \| \| \| \| \| \| \| \| 3. Princesa Federica de Hesse-Darmstadt \| \| \| \| \| \| \| \| \| \| \| \| \| \| \| \| \| \| \| \| \| \| \| \| \| \| \| \| \| \| \| \| \| \| \| \| \| \| \| \| \| \| \| \| \| \| \| \| \| \| \| \| \| \| 28. Conde Juan de Leiningen-Dagsburg-Falkenburg \| \| \| \| \| \| \| \| \| \| \| \| \| \| \| \| \| \| \| \| \| \| \| \| \| \| \| \| \| \| \| \| \| \| \| \| \| \| \| \| \| \| \| \| \| \| \| \| \| \| \| \| \| \| 14. Cristián Carlos Reinardo de Leiningen-Dachsburg-Falkenburg-Heidesheim \| \| \| \| \| \| \| \| \| \| \| \| \| \| \| \| \| \| \| \| \| \| \| \| \| \| \| \| \| \| \| \| \| \| \| \| \| \| \| \| \| \| \| \| \| \| \| \| \| \| \| \| \| \| 29. Condesa Juana Magdalena de Hanau-Lichtenberg \| \| \| \| \| \| \| \| \| \| \| \| \| \| \| \| \| \| \| \| \| \| \| \| \| \| \| \| \| \| \| \| \| \| \| \| \| \| \| \| \| \| \| \| \| \| \| \| \| \| \| \| \| \| 7. Condesa María Luisa Albertina de Leiningen-Falkenburg-Dagsburg \| \| \| \| \| \| \| \| \| \| \| \| \| \| \| \| \| \| \| \| \| \| \| \| \| \| \| \| \| \| \| \| \| \| \| \| \| \| \| \| \| \| \| \| \| \| \| \| \| \| \| \| \| \| 30. Conde Luis de Solms-Rödelheim \| \| \| \| \| \| \| \| \| \| \| \| \| \| \| \| \| \| \| \| \| \| \| \| \| \| \| \| \| \| \| \| \| \| \| \| \| \| \| \| \| \| \| \| \| \| \| \| \| \| \| \| \| \| 15. Condesa Catalina Polixena de Solms-Rödelheim y Assenheim \| \| \| \| \| \| \| \| \| \| \| \| \| \| \| \| \| \| \| \| \| \| \| \| \| \| \| \| \| \| \| \| \| \| \| \| \| \| \| \| \| \| \| \| \| \| \| \| \| \| \| \| \| \| 31. Condesa Carlota Sibila de Ahlefeld \| \| \| \| \| \| \| \| \| \| \| \| \| \| \| \| \| \| \| \| \| \| \| \| \| \| \| \| \| \| \| \| \| \| \| \| \| \| \| \| \| \| \| \| \| \| \| \| \| \| \| \| |                                                                           |  |  |  |  |  |  |  |  |  |  |  |  |  |  |  |
| |                                                                           |  |  |  |  |  |  |  |  |  |  |  |  |  |  |  |
| | 16. Duque Adolfo Federico I de Mecklemburgo-Schwerin                      |  |  |  |  |  |  |  |  |  |  |  |  |  |  |  |
| |                                                                           |  |  |  |  |  |  |  |  |  |  |  |  |  |  |  |
| |                                                                           |  |  |  |  |  |  |  |  |  |  |  |  |  |  |  |
| | 8. Duque Adolfo Federico II de Mecklemburgo-Strelitz                      |  |  |  |  |  |  |  |  |  |  |  |  |  |  |  |
| |                                                                           |  |  |  |  |  |  |  |  |  |  |  |  |  |  |  |
| |                                                                           |  |  |  |  |  |  |  |  |  |  |  |  |  |  |  |
| | 17. Duquesa María Catalina de Brunswick-Dannenberg                        |  |  |  |  |  |  |  |  |  |  |  |  |  |  |  |
| |                                                                           |  |  |  |  |  |  |  |  |  |  |  |  |  |  |  |
| |                                                                           |  |  |  |  |  |  |  |  |  |  |  |  |  |  |  |
| | 4. Duque Carlos Luis Federico de Mecklemburgo, Príncipe de Mirow          |  |  |  |  |  |  |  |  |  |  |  |  |  |  |  |
| |                                                                           |  |  |  |  |  |  |  |  |  |  |  |  |  |  |  |
| |                                                                           |  |  |  |  |  |  |  |  |  |  |  |  |  |  |  |
| | 18. Príncipe Cristián Guillermo I de Schwarzburgo-Sondershausen           |  |  |  |  |  |  |  |  |  |  |  |  |  |  |  |
| |                                                                           |  |  |  |  |  |  |  |  |  |  |  |  |  |  |  |
| |                                                                           |  |  |  |  |  |  |  |  |  |  |  |  |  |  |  |
| | 9. Princesa Cristina Emilia de Schwarzburg-Sondershausen                  |  |  |  |  |  |  |  |  |  |  |  |  |  |  |  |
| |                                                                           |  |  |  |  |  |  |  |  |  |  |  |  |  |  |  |
| |                                                                           |  |  |  |  |  |  |  |  |  |  |  |  |  |  |  |
| | 19. Condesa Antonia Sibila de Barby-Muhlingen                             |  |  |  |  |  |  |  |  |  |  |  |  |  |  |  |
| |                                                                           |  |  |  |  |  |  |  |  |  |  |  |  |  |  |  |
| |                                                                           |  |  |  |  |  |  |  |  |  |  |  |  |  |  |  |
| | 2. Gran Duque Carlos II de Mecklemburgo-Strelitz                          |  |  |  |  |  |  |  |  |  |  |  |  |  |  |  |
| |                                                                           |  |  |  |  |  |  |  |  |  |  |  |  |  |  |  |
| |                                                                           |  |  |  |  |  |  |  |  |  |  |  |  |  |  |  |
| | 20. Duque Ernesto de Sajonia-Hildburghausen                               |  |  |  |  |  |  |  |  |  |  |  |  |  |  |  |
| |                                                                           |  |  |  |  |  |  |  |  |  |  |  |  |  |  |  |
| |                                                                           |  |  |  |  |  |  |  |  |  |  |  |  |  |  |  |
| | 10. Duque Ernesto Federico I de Sajonia-Hildburghausen                    |  |  |  |  |  |  |  |  |  |  |  |  |  |  |  |
| |                                                                           |  |  |  |  |  |  |  |  |  |  |  |  |  |  |  |
| |                                                                           |  |  |  |  |  |  |  |  |  |  |  |  |  |  |  |
| | 21. Condesa Sofía Enriqueta de Waldeck                                    |  |  |  |  |  |  |  |  |  |  |  |  |  |  |  |
| |                                                                           |  |  |  |  |  |  |  |  |  |  |  |  |  |  |  |
| |                                                                           |  |  |  |  |  |  |  |  |  |  |  |  |  |  |  |
| | 5. Princesa Isabel Albertina de Sajonia-Hildburghausen                    |  |  |  |  |  |  |  |  |  |  |  |  |  |  |  |
| |                                                                           |  |  |  |  |  |  |  |  |  |  |  |  |  |  |  |
| |                                                                           |  |  |  |  |  |  |  |  |  |  |  |  |  |  |  |
| | 22. Conde Jorge Luis I de Erbach-Erbach                                   |  |  |  |  |  |  |  |  |  |  |  |  |  |  |  |
| |                                                                           |  |  |  |  |  |  |  |  |  |  |  |  |  |  |  |
| |                                                                           |  |  |  |  |  |  |  |  |  |  |  |  |  |  |  |
| | 11. Condesa Sofía Albertina de Erbach-Erbach                              |  |  |  |  |  |  |  |  |  |  |  |  |  |  |  |
| |                                                                           |  |  |  |  |  |  |  |  |  |  |  |  |  |  |  |
| |                                                                           |  |  |  |  |  |  |  |  |  |  |  |  |  |  |  |
| | 23. Condesa Amalia Catalina de Waldeck                                    |  |  |  |  |  |  |  |  |  |  |  |  |  |  |  |
| |                                                                           |  |  |  |  |  |  |  |  |  |  |  |  |  |  |  |
| |                                                                           |  |  |  |  |  |  |  |  |  |  |  |  |  |  |  |
| | 1. Luisa de Mecklemburgo-Strelitz                                         |  |  |  |  |  |  |  |  |  |  |  |  |  |  |  |
| |                                                                           |  |  |  |  |  |  |  |  |  |  |  |  |  |  |  |
| |                                                                           |  |  |  |  |  |  |  |  |  |  |  |  |  |  |  |
| | 24. Landgrave Ernesto Luis de Hesse-Darmstadt                             |  |  |  |  |  |  |  |  |  |  |  |  |  |  |  |
| |                                                                           |  |  |  |  |  |  |  |  |  |  |  |  |  |  |  |
| |                                                                           |  |  |  |  |  |  |  |  |  |  |  |  |  |  |  |
| | 12. Landgrave Luis VIII de Hesse-Darmstadt                                |  |  |  |  |  |  |  |  |  |  |  |  |  |  |  |
| |                                                                           |  |  |  |  |  |  |  |  |  |  |  |  |  |  |  |
| |                                                                           |  |  |  |  |  |  |  |  |  |  |  |  |  |  |  |
| | 25. Margravina Dorotea Carlota de Brandeburgo-Ansbach                     |  |  |  |  |  |  |  |  |  |  |  |  |  |  |  |
| |                                                                           |  |  |  |  |  |  |  |  |  |  |  |  |  |  |  |
| |                                                                           |  |  |  |  |  |  |  |  |  |  |  |  |  |  |  |
| | 6. Landgrave Jorge Guillermo de Hesse-Darmstadt                           |  |  |  |  |  |  |  |  |  |  |  |  |  |  |  |
| |                                                                           |  |  |  |  |  |  |  |  |  |  |  |  |  |  |  |
| |                                                                           |  |  |  |  |  |  |  |  |  |  |  |  |  |  |  |
| | 26. Conde Juan Reinardo III de Hanau-Lichtenberg                          |  |  |  |  |  |  |  |  |  |  |  |  |  |  |  |
| |                                                                           |  |  |  |  |  |  |  |  |  |  |  |  |  |  |  |
| |                                                                           |  |  |  |  |  |  |  |  |  |  |  |  |  |  |  |
| | 13. Condesa Carlota de Hanau-Lichtenberg                                  |  |  |  |  |  |  |  |  |  |  |  |  |  |  |  |
| |                                                                           |  |  |  |  |  |  |  |  |  |  |  |  |  |  |  |
| |                                                                           |  |  |  |  |  |  |  |  |  |  |  |  |  |  |  |
| | 27. Margravina Dorotea Federica de Brandeburgo-Ansbach                    |  |  |  |  |  |  |  |  |  |  |  |  |  |  |  |
| |                                                                           |  |  |  |  |  |  |  |  |  |  |  |  |  |  |  |
| |                                                                           |  |  |  |  |  |  |  |  |  |  |  |  |  |  |  |
| | 3. Princesa Federica de Hesse-Darmstadt                                   |  |  |  |  |  |  |  |  |  |  |  |  |  |  |  |
| |                                                                           |  |  |  |  |  |  |  |  |  |  |  |  |  |  |  |
| |                                                                           |  |  |  |  |  |  |  |  |  |  |  |  |  |  |  |
| | 28. Conde Juan de Leiningen-Dagsburg-Falkenburg                           |  |  |  |  |  |  |  |  |  |  |  |  |  |  |  |
| |                                                                           |  |  |  |  |  |  |  |  |  |  |  |  |  |  |  |
| |                                                                           |  |  |  |  |  |  |  |  |  |  |  |  |  |  |  |
| | 14. Cristián Carlos Reinardo de Leiningen-Dachsburg-Falkenburg-Heidesheim |  |  |  |  |  |  |  |  |  |  |  |  |  |  |  |
| |                                                                           |  |  |  |  |  |  |  |  |  |  |  |  |  |  |  |
| |                                                                           |  |  |  |  |  |  |  |  |  |  |  |  |  |  |  |
| | 29. Condesa Juana Magdalena de Hanau-Lichtenberg                          |  |  |  |  |  |  |  |  |  |  |  |  |  |  |  |
| |                                                                           |  |  |  |  |  |  |  |  |  |  |  |  |  |  |  |
| |                                                                           |  |  |  |  |  |  |  |  |  |  |  |  |  |  |  |
| | 7. Condesa María Luisa Albertina de Leiningen-Falkenburg-Dagsburg         |  |  |  |  |  |  |  |  |  |  |  |  |  |  |  |
| |                                                                           |  |  |  |  |  |  |  |  |  |  |  |  |  |  |  |
| |                                                                           |  |  |  |  |  |  |  |  |  |  |  |  |  |  |  |
| | 30. Conde Luis de Solms-Rödelheim                                         |  |  |  |  |  |  |  |  |  |  |  |  |  |  |  |
| |                                                                           |  |  |  |  |  |  |  |  |  |  |  |  |  |  |  |
| |                                                                           |  |  |  |  |  |  |  |  |  |  |  |  |  |  |  |
| | 15. Condesa Catalina Polixena de Solms-Rödelheim y Assenheim              |  |  |  |  |  |  |  |  |  |  |  |  |  |  |  |
| |                                                                           |  |  |  |  |  |  |  |  |  |  |  |  |  |  |  |
| |                                                                           |  |  |  |  |  |  |  |  |  |  |  |  |  |  |  |
| | 31. Condesa Carlota Sibila de Ahlefeld                                    |  |  |  |  |  |  |  |  |  |  |  |  |  |  |  |
| |                                                                           |  |  |  |  |  |  |  |  |  |  |  |  |  |  |  |
| |                                                                           |  |  |  |  |  |  |  |  |  |  |  |  |  |  |  |

| Predecesor: Federica Luisa de Hesse-Darmstadt | Reina consorte de Prusia 1797-1810 | Sucesor: Isabel Luisa de Baviera |